# 櫻花奇景
櫻花奇景（日语：サクラメガワンダー），是日本純種競賽馬匹。生涯活躍於中距離賽事，曾勝二級賽金鯱賞及三級賽短波電台盃兩歲錦標和鳴尾紀念，亦於2009年寶塚紀念跑獲亞軍。

## 出賽前
2003年3月25日出生於北海道靜內町（今新日高町）新和牧場，所有權歸於其母系之馬主Sakura Commerce Co. Ltd.旗下。
其後交由栗東訓練中心練馬師友道康夫訓練。

## 競賽生涯

### 2歲
2005年7月10日出戰阪神競馬場2歲新馬戰，採用後上戰術下未能於直路挽回局面，最終以第四完賽。
其後出戰2歲未勝利戰，再度因未能追上前方賽駒下以第二落敗。
11月12日出戰另一場未勝利戰，比賽途中保持穩定的節奏於中團位置，進入直路後一舉衝出蠶食前方賽駒，最終以1 1/2馬位優勢取得冠軍。
其後出戰歐石楠賞，本次比賽其採用先頭戰術下於第三至第四彎道開始發力，進入直路後隨即以凌厲的佔先並衝出，最終拉開後方1 1/2馬位取得連勝。
12月24日出戰短波電台盃兩歲錦標，賽前僅次於賞月取得第二人氣。比賽開始後，其無視前方玉藻支援的領放，以自身的節奏保持於中團約莫第九的位置。進入直路後，其隨即於外檔位置奮力加速，最終轟出後600米34.6秒的末腳之下成功壓制一同衝出的賞月，於終點線前率先透出以鼻位險勝對手取得首個分級賽冠軍。

### 3歲
2006年選擇彌生賞作爲年度首戰，但未能順利於直路加速之下敗於賞月、Glorious Week及Deep Air以第四完賽。
其後於出戰經典三冠賽事，但無法發揮實力下於皋月賞僅獲第六，5月出戰東京優駿（日本打吡）更以第十大敗。
進入秋季後出戰每日王冠及秋季天皇賞挑戰年長馬匹亦不成功，最終均獲得第九的戰績。
12月9日於稍作放草後出戰鳴尾紀念，於比賽途中以穩定的姿態維持於第三的先頭位置，進入直路後瞬間衝出之下成功超越前方的兩名對手，最終獲得時隔1年的勝利。

### 4歲
進入2007年其出戰京都金盃，雖然於比賽途中再度於先頭有利位置推進，但進入直路後未能追上前方領放馬礦物奇趣之餘再被後上的榮進特快超越，最終以第三完賽。
其後縮程出戰讀賣盃仍然未有突破以第五落敗，6月3日挑戰安田紀念更因爲於直路的失速而以第十三慘敗。
進入夏季後其並未放草，而是前往北海道繼續作賽，最終於函館紀念及札幌紀念兩場賽事中均獲得季軍的不俗戰績。
完成札幌紀念於放草過後出戰公開賽仙后座錦標，比賽途中以先行姿態穩步推進，進入直路後輕鬆加速帶出並拋離後方賽駒取得勝利。
其後雖然報名角逐一哩冠軍賽，但因累積獎不足以被排出於出賽名單外，因而轉戰公開賽仙女座錦標，並於比賽中因受到較重的負磅影響以未能最大程度加速，最終僅獲得第三。

### 5歲
2008年再度以京都金盃作爲首戰，但最終未能戰勝榮進代表、喜氣滿盈及Kanetoshitsuyoshio下以第四完賽。
休養近3個月後出戰公開賽澳洲盃，於其中和Ocean Apes展開激烈的纏鬥，但最終稍遜一籌之下被對手率先透出以鼻位差距憾負。
5月31日出戰金鯱賞，於偏慢的步速下選擇保持於約莫第五的位置推進，進入直路後雖然以不俗的速度加速，但最終仍然未能超越前方受益於慢步速而穩定領先的榮進代表、Manhattan Sky及川上公主取得第四。
6月乘勢出戰寶塚紀念，於賽前因較爲平淡的往跡而緊獲第十二人氣。比賽開始後，其選擇於第七的位置展開推進，並於比賽途中順應騎師福永祐一的指揮稍爲墮後至第十一。進入直路後，其抽出外檔位置重新加速爬升，最終跑出優秀的末腳下成功獲得一席第四扭轉低人氣的評價。
入秋後其仍然保持穩定的表現，於每日王冠再度跑獲入板的第四，出戰秋季天皇賞面對強敵亦可以獲得第六。
12月6日出戰鳴尾紀念，比賽途中一直保持於中團位置，通過第四彎道後其瞬間抽出外檔望空，最終不斷加速之下取得領先並成功抵擋後方Namura Mars的追擊，拉開對手三馬位取勝。

### 6歲
2009年年初出戰京都紀念，本次比賽其選擇於中團靠前位置推進下逐步爬升，進入直路後於第三的位置開始加速，可惜最終仍然未能超越前方的淺草皇帝以頸位差距落敗。
5月30日出戰金鯱賞，比賽途中再採用中段加速爬升的戰術，於第四彎道時候經已進佔有利位置領先。進入直路後，其於勢頭未減之下逐步加速帶離，最終以1 1/2馬位優勢戰勝關之影取得第四個分級賽冠軍。
其後乘勢出戰寶塚紀念，本次比賽採用先行戰術下於直路經已取得領先，雖然中段被後方來襲的夢之旅超越，但其仍然可以保持走勢堅守位置，最終成功擊退天空深處保住一席亞軍。
入秋後其以秋季天皇賞作爲主要目標，然而於比賽途中毫無亮點，最終以第十三大敗。
賽後陣營認爲其於比賽途中的表現有異，安排其進行詳細檢查下於11月12日發現其左前腳患有肌腱炎，最終經歷長達2年的休養過後仍然未見好轉，因而於2012年1月4日正式取消其於日本中央競馬會的賽駒註冊。

### 詳細賽績
| 日期       | 舉辦國家 | 馬場 | 距離   | 級別   | 賽事名稱           | 負重 | 騎師     | 馬號 | 出馬 | 名次 | 時間   | 頭馬（二馬）    |
| ---------- | -------- | ---- | ------ | ------ | ------------------ | ---- | -------- | ---- | ---- | ---- | ------ | --------------- |
| 10/7/2005  | 日本     | 阪神 | 草1600 |        | 2歲新馬            | 54   | 岩田康誠 | 8    | 16   | 4    | 1:39.4 | Diamond Head    |
| 6/8/2005   | 日本     | 新潟 | 草1600 |        | 2歲未勝利          | 54   | 柴田善臣 | 3    | 11   | 2    | 1:36.3 | Silent Pride    |
| 12/11/2005 | 日本     | 京都 | 草1800 |        | 2歲未勝利          | 55   | 柏兆雷   | 7    | 14   | 1    | 1:49.0 | （Victory Run） |
| 10/12/2005 | 日本     | 阪神 | 草2000 |        | 歐石楠賞           | 55   | 安藤勝己 | 10   | 10   | 1    | 2:03.4 | （玉藻支援）    |
| 24/12/2005 | 日本     | 阪神 | 草2000 | GIII   | 短波電台盃兩歲錦標 | 55   | 安藤勝己 | 7    | 12   | 1    | 2:01.9 | （賞月）        |
| 5/3/2006   | 日本     | 中山 | 草2000 | GII    | 彌生賞             | 56   | 安藤勝己 | 1    | 10   | 4    | 2:02.1 | 賞月            |
| 16/4/2006  | 日本     | 中山 | 草2000 | GI     | 皋月賞             | 57   | 内田博幸 | 12   | 18   | 6    | 2:00.5 | 名將森遜        |
| 28/5/2006  | 日本     | 東京 | 草2400 | GI     | 東京優駿           | 57   | 内田博幸 | 9    | 18   | 10   | 2:29.2 | 名將森遜        |
| 8/10/2006  | 日本     | 東京 | 草1800 | GII    | 每日王冠           | 55   | 後藤浩輝 | 14   | 16   | 9    | 1:45.9 | 大和主將        |
| 29/10/2006 | 日本     | 東京 | 草2000 | GI     | 秋季天皇賞         | 56   | 内田博幸 | 3    | 16   | 9    | 1:59.9 | 大和主將        |
| 9/12/2006  | 日本     | 阪神 | 草1800 | GIII   | 鳴尾紀念           | 55   | 柏兆雷   | 3    | 17   | 1    | 1:46.9 | （丸河勝驥）    |
| 6/1/2007   | 日本     | 京都 | 草1600 | GIII   | 京都金盃           | 56.5 | 岩田康誠 | 9    | 16   | 3    | 1:34.1 | 礦物奇趣        |
| 14/4/2007  | 日本     | 阪神 | 草1600 | GII    | 讀賣盃             | 57   | 岩田康誠 | 1    | 15   | 5    | 1:33.1 | 金剛力王        |
| 3/6/2007   | 日本     | 東京 | 草1600 | GI     | 安田紀念           | 58   | 鮫島良太 | 1    | 18   | 13   | 1:33.2 | 大和主將        |
| 22/7/2007  | 日本     | 函館 | 草2000 | JpnIII | 函館紀念           | 57   | 岩田康誠 | 6    | 11   | 3    | 2:03.0 | 獵犬快車        |
| 2/9/2007   | 日本     | 札幌 | 草2000 | JpnII  | 札幌紀念           | 57   | 岩田康誠 | 9    | 16   | 3    | 2:00.3 | 火神            |
| 3/11/2007  | 日本     | 京都 | 草1800 | OP     | 仙后座錦標         | 56   | 柏兆雷   | 3    | 17   | 1    | 1:45.3 | （Black Cafe）  |
| 25/11/2007 | 日本     | 京都 | 草2000 | OP     | 仙女座錦標         | 57.5 | 杜滿萊   | 1    | 11   | 3    | 1:58.8 | Asaka Defeat    |
| 5/1/2008   | 日本     | 京都 | 草2000 | GIII   | 京都金盃           | 57.5 | 福永祐一 | 12   | 16   | 4    | 1:34.0 | 榮進代表        |
| 26/2008    | 日本     | 京都 | 草1800 | OP     | 澳洲盃             | 57   | 福永祐一 | 14   | 15   | 2    | 1:47.4 | Ocean Apes      |
| 31/5/2008  | 日本     | 中京 | 草2000 | GII    | 金鯱賞             | 57   | 福永祐一 | 5    | 17   | 4    | 1:59.5 | 榮進代表        |
| 29/6/2008  | 日本     | 阪神 | 草2200 | GI     | 寶塚紀念           | 58   | 福永祐一 | 5    | 14   | 4    | 2:15.6 | 榮進代表        |
| 12/10/2008 | 日本     | 東京 | 草1800 | GI     | 每日王冠           | 57   | 福永祐一 | 1    | 16   | 4    | 1:45.1 | 超級黃蜂        |
| 2/11/2008  | 日本     | 東京 | 草2000 | GI     | 秋季天皇賞         | 58   | 福永祐一 | 5    | 17   | 6    | 1:57.5 | 伏特加          |
| 6/12/2008  | 日本     | 阪神 | 草1800 | GIIi   | 鳴尾記念           | 56   | 福永祐一 | 16   | 17   | 1    | 1:46.0 | （Namura Mars） |
| 21/2/2009  | 日本     | 京都 | 草2200 | GII    | 京都紀念           | 57   | 福永祐一 | 11   | 12   | 2    | 2:14.6 | 淺草皇帝        |
| 30/5/2009  | 日本     | 中京 | 草2000 | GII    | 金鯱賞             | 57   | 福永祐一 | 17   | 18   | 1    | 1:58.4 | （關之影）      |
| 28/6/2009  | 日本     | 阪神 | 草2200 | GI     | 寶塚紀念           | 58   | 福永祐一 | 8    | 14   | 2    | 2:11.6 | 夢之旅          |
| 1/11/2009  | 日本     | 東京 | 草2000 | GI     | 秋季天皇賞         | 58   | 福永祐一 | 14   | 18   | 13   | 1:58.5 | 結伴行          |

## 退役後
退役後，櫻花奇景成爲了配種馬，於北海道新日高町Rex Stud休養，在2012年進行配種，首批子嗣於2014年出生。首批子嗣可於2016年出賽。
2014年7月2日由配種馬退役，繼續於此地以功勞馬身份進行養老生活。

## 血統簡介
父系草上飛爲美國生產的日本賽駒，生涯戰績優秀，曾勝出朝日盃三歲錦標及寶塚紀念，亦曾連霸有馬紀念。祖父Silver Hawk爲美國生產的愛爾蘭賽駒，生涯戰績不俗，曾勝出三級賽卡拉芬錦標，亦於一級賽愛爾蘭打吡及葉森打吡分別取得亞軍及季軍。
母系Sakura Mega爲日本馬匹，生涯無出賽紀錄。外祖父週日寧靜是美國三冠賽雙冠馬，退役後在日本配種，在日本馬壇相當成功，贏得多項分級賽事，其子嗣贏得巨額獎金，連續12年成為日本冠軍種馬。

### 血統表
| 父線：雷弼圖系（Hail to Reason系）               |                             |                |                 |
| 種馬 草上飛 1995年（栗色）                       | Silver Hawk 1979年（棗色）  | 雷弼圖         | Hail to Reason  |
| 種馬 草上飛 1995年（栗色）                       | Silver Hawk 1979年（棗色）  | 雷弼圖         | Bramalea        |
| 種馬 草上飛 1995年（栗色）                       | Silver Hawk 1979年（棗色）  | Gris Vitesse   | Amerigo         |
| 種馬 草上飛 1995年（栗色）                       | Silver Hawk 1979年（棗色）  | Gris Vitesse   | Matchiche       |
| 種馬 草上飛 1995年（栗色）                       | Ameriflora 1989年（棗色）   | 單色           | 北地舞人        |
| 種馬 草上飛 1995年（栗色）                       | Ameriflora 1989年（棗色）   | 單色           | Pas de Nom      |
| 種馬 草上飛 1995年（栗色）                       | Ameriflora 1989年（棗色）   | Graceful Touch | His Majesty     |
| 種馬 草上飛 1995年（栗色）                       | Ameriflora 1989年（棗色）   | Graceful Touch | Pi Phi Gal      |
| 繁殖雌馬 Sakura Mega 1998年（栗色）              | 週日寧靜 1986年（棕色）     | Halo           | Hail to Reason  |
| 繁殖雌馬 Sakura Mega 1998年（栗色）              | 週日寧靜 1986年（棕色）     | Halo           | Cosmah          |
| 繁殖雌馬 Sakura Mega 1998年（栗色）              | 週日寧靜 1986年（棕色）     | Wishing Well   | Understanding   |
| 繁殖雌馬 Sakura Mega 1998年（栗色）              | 週日寧靜 1986年（棕色）     | Wishing Well   | Mountain Flower |
| 繁殖雌馬 Sakura Mega 1998年（栗色）              | Sakura Clare 1982年（棗色） | 北方風味       | 北地舞人        |
| 繁殖雌馬 Sakura Mega 1998年（栗色）              | Sakura Clare 1982年（棗色） | 北方風味       | Lady Victoria   |
| 繁殖雌馬 Sakura Mega 1998年（栗色）              | Sakura Clare 1982年（棗色） | Clare Bridge   | Quadrangle      |
| 繁殖雌馬 Sakura Mega 1998年（栗色）              | Sakura Clare 1982年（棗色） | Clare Bridge   | Abeyance Lass   |
| 雌系：Vagrancy系（號族：13-c）                   |                             |                |                 |
| 五代內近親交配：Hail to Reason 4×4、北地舞人 4×4 |                             |                |                 |

## 命名由來
名字中，Sakura（サクラ）是馬主Sakura Commerce Co. Ltd.的冠名，出自其公司名字，意思即是「櫻花」，Mega（メガ）繼承自母系Sakura Mega之名字，Wonder（ワンダー）則繼承自父系草上飛之名字，香港將後兩部分結合下，翻譯为「奇景」。

## 外部連結
- 櫻花奇景 netkeiba.com （页面存档备份，存于）
- 血統表 （页面存档备份，存于）